# Ophiomyia tunisiensis
Ophiomyia tunisiensis este o specie de muște din genul Ophiomyia, familia Agromyzidae, descrisă de Spencer în anul 1977.
Este endemică în Tunisia. Conform Catalogue of Life specia Ophiomyia tunisiensis nu are subspecii cunoscute.